# Chamarea gracillima
Chamarea gracillima är en flockblommig växtart som först beskrevs av H.Wolff, och fick sitt nu gällande namn av Brian Laurence Burtt. Chamarea gracillima ingår i släktet Chamarea och familjen flockblommiga växter. Inga underarter finns listade i Catalogue of Life.